# Ayenia subtilis
Ayenia subtilis är en malvaväxtart som beskrevs av Cristobal. Ayenia subtilis ingår i släktet Ayenia och familjen malvaväxter. Inga underarter finns listade i Catalogue of Life.